# Nobby Nunatak
Nobby Nunatak är en nunatak i Antarktis. Den ligger i Västantarktis. Argentina, Chile och Storbritannien gör anspråk på området. Toppen på Nobby Nunatak är 270 meter över havet.
Terrängen runt Nobby Nunatak är kuperad åt sydväst, men åt nordost är den platt. Havet är nära Nobby Nunatak åt nordost. Trakten är glest befolkad. Närmaste befolkade plats är Esperanza Base, 2,1 km norr om Nobby Nunatak.